# Suliana Manley
Suliana Manley (* 1975) ist eine amerikanische Biophysikerin. Ihre Forschung konzentriert sich auf die Entwicklung hochauflösender optischer Instrumente und deren Anwendung bei der Untersuchung der Organisation und Dynamik von Proteinen. Sie ist Professorin an der École Polytechnique Fédérale de Lausanne und leitet das Laboratorium für experimentelle Biophysik (Laboratory of Experimental Biophysics).

## Karriere
Manley studierte Physik und Mathematik an der Rice University, wo sie 1997 einen Bachelor-Abschluss (cum laude) erhielt. Sie wechselte an die Harvard University und promovierte 2004 unter der Leitung von Dave A. Weitz in Physik. Danach arbeitete sie als Postdoktorandin zur Dynamik von Lipid-Doppelschichten und Erythrozytenmembran bei Alice P. Gast am MIT. Im Jahr 2006 kam sie als Postdoc-Stipendiatin zum zellbiologischen Labor von Jennifer Lippincott-Schwartz an die National Institutes of Health. Hier entwickelte sie eine optische Methode (sptPALM), mit der die Dynamik großer Ensembles einzelner Proteine in Membranen und im Inneren von Zellen untersucht werden kann.
Im Jahr 2009 wurde sie Assistenzprofessorin für Physik an der École Polytechnique Fédérale de Lausanne und 2016 zur außerordentlichen Professorin befördert. Sie ist die Gründungsdirektorin des Labors für experimentelle Biophysik (Laboratory of Experimental Biophysics).

### Auszeichnung
Im Jahr 2019 wurde Manley von der Royal Microscopical Society mit der Medal for Innovation in Light Microscopy geehrt.

## Forschung
Manleys Forschungsgruppe ist auf dem Gebiet hochauflösender optischer Instrumente und der Untersuchung komplexer biologischer Systeme tätig. Sie entwickelt automatisierte hochauflösende Fluoreszenz-Bildgebungsverfahren (fluorescence imaging) und setzt diese zur Darstellung lebender Zellen und der Verfolgung einzelner Moleküle ein. Ihr Ziel ist es, sowohl die Dynamik als auch die räumliche Verteilung des Proteinaufbaus zu bestimmen. Sie interessieren sich auch für die Informationsübertragung durch die Zellmembranen und untersuchen daher die Dynamik des Aufbaus von membrangebundenen Rezeptoren.
Ihre Forschungsschwerpunkte umfassen:
- Single molecule localization microscopy (SMLM) mit hohem Durchsatz und grossem Blickfeld zum Einsatz von microlens array (MLA)-basierter flat-field epi-illumination.[13][14][15]
- Mehrfarbige 3D-Rekonstruktionen von einzelnen Molekülen auf der Bassis von 2D-SMLM-Bildern.[16][17]
- Waveguide TIRF für DNA-PAINT mit hohem Durchsatz und für bessere Präzision und Kontinuität der Ziellokalisierung.[18]
- Untersuchung der physikalischen und physiologischen Signaturen der Teilung und Fusion von Mitochondrien[19]

## Publikationen
- Suliana Manley, Jennifer M. Gillette, George H. Patterson, Hari Shroff, Harald F. Hess, Eric Betzig, Jennifer Lippincott-Schwartz: High-density mapping of single-molecule trajectories with photoactivated localization microscopy. In: Nature Methods. 5. Jahrgang, Nr. 2, 2008, S. 155–157, doi:10.1038/nmeth.1176, PMID 18193054 (englisch, epfl.ch [PDF]).
- G. Shtengel, J. A. Galbraith, C. G. Galbraith, J. Lippincott-Schwartz, J. M. Gillette, S. Manley, R. Sougrat, C. M. Waterman, P. Kanchanawong, M. W. Davidson, R. D. Fetter, H. F. Hess: Interferometric fluorescent super-resolution microscopy resolves 3D cellular ultrastructure. In: Proceedings of the National Academy of Sciences. 106. Jahrgang, Nr. 9, 2009, S. 3125–3130, doi:10.1073/pnas.0813131106, PMID 19202073, PMC 2637278 (freier Volltext), bibcode:2009PNAS..106.3125S (englisch).
- Gražvydas Lukinavičius, Keitaro Umezawa, Nicolas Olivier, Alf Honigmann, Guoying Yang, Tilman Plass, Veronika Mueller, Luc Reymond, Ivan R. Corrêa Jr, Zhen-Ge Luo, Carsten Schultz, Edward A. Lemke, Paul Heppenstall, Christian Eggeling, Suliana Manley, Kai Johnsson: A near-infrared fluorophore for live-cell super-resolution microscopy of cellular proteins. In: Nature Chemistry. 5. Jahrgang, Nr. 2, 2013, S. 132–139, doi:10.1038/nchem.1546, PMID 23344448, bibcode:2013NatCh...5..132L (englisch).
- Fedor V. Subach, George H. Patterson, Suliana Manley, Jennifer M. Gillette, Jennifer Lippincott-Schwartz, Vladislav V. Verkhusha: Photoactivatable m Cherry for high-resolution two-color fluorescence microscopy. In: Nature Methods. 6. Jahrgang, Nr. 2, 2009, S. 153–159, doi:10.1038/nmeth.1298, PMID 19169259, PMC 2901231 (freier Volltext) – (englisch).
- Luca Cipelletti, S. Manley, R. C. Ball, D. A. Weitz: Universal Aging Features in the Restructuring of Fractal Colloidal Gels. In: Physical Review Letters. 84. Jahrgang, Nr. 10, 2000, S. 2275–2278, doi:10.1103/PhysRevLett.84.2275, PMID 11017262, bibcode:2000PhRvL..84.2275C (englisch).
- Patterson, George, Michael Davidson, Suliana Manley, and Jennifer Lippincott-Schwartz. Superresolution imaging using single-molecule localization. In: Annual review of physical chemistry 61 (2010): 345–367. doi:10.1146/annurev.physchem.012809.103444
- Dylan T. Burnette, Suliana Manley, Prabuddha Sengupta, Rachid Sougrat, Michael W. Davidson, Bechara Kachar, Jennifer Lippincott-Schwartz: A role for actin arcs in the leading-edge advance of migrating cells. In: Nature Cell Biology. 13. Jahrgang, Nr. 4, 2011, S. 371–382, doi:10.1038/ncb2205, PMID 21423177 (englisch, epfl.ch [PDF]).